# Acordos de Argel (2015)
O Acordo de Argel foi assinado em 15 de maio e 20 de junho de 2015 em Bamaco - após negociações em Argel - entre a República do Mali e a Coordenação dos Movimentos de Azauade (CMA), uma aliança de grupos armados rebeldes tuaregues e árabes agrupando o Movimento Nacional de Libertação do Azauade (MNLA), o Alto Conselho para a Unidade de Azauade (HCUA), uma ala do Movimento Árabe de Azauade (MAA), a Coalizão do Povo para Azauade (CPA) e uma ala da Coordenação dos Movimentos e Frente Patriótica de Resistência (CM-FPR2).

## Contexto
Em 2013, um primeiro acordo de paz, o Acordo de Uagadugu foi assinado entre o governo maliano e os rebeldes independentistas tuaregues. Mas em 17 e 21 de maio de 2014, os combates foram retomados em Quidal entre os rebeldes e o exército maliano. O último é derrotado e perde o controle de Ménaka, Andéramboukane, Anéfis e Quidal.
Em 22 de maio, negociações são realizadas em Quidal com a mediação de Mohamed Ould Abdel Aziz, presidente da Mauritânia e da União Africana. Chegou-se a um acordo de cessar-fogo entre o governo maliano e os grupos armados nortistas para retornar ao acordo preliminar de Uagadugu. Os rebeldes, no entanto, mantêm suas posições em Quidal e Menaca.

## Assinatura
Em 19 de fevereiro, o governo maliano e os rebeldes da Coordenação dos Movimentos de Azauade validam um novo documento de cessação de hostilidades à medida que as negociações para um acordo de paz continuam em Argel. Em 1 de março, um acordo de mediação é proposto pela Argélia, o documento é assinado pelo governo maliano e pelos grupos lealistas, mas representantes da Coordenação dos Movimentos de Azauade hesitam e requerem tempo antes de assinar o texto por causa da hostilidade de uma grande parte da base do movimento rebelde para um texto que não prevê autonomia nem federalismo para o norte do Mali. Finalmente, em 10 de abril, a Coordenação dos Movimentos de Azauade anuncia que se recusa a assinar o acordo tal como se encontra.
Em 27 de abril, o Grupo de Autodefesa Tuaregue Ingade e Aliados e os lealistas do Movimento Árabe de Azauade assumem o controle da cidade de Ménaka. Isso provoca novos combates entre os rebeldes e as milícias lealistas. No entanto, a Coordenação dos Movimentos de Azawad rubricou o Acordo de Argel em 14 de maio, mas recusou-se a assinar o texto. No dia 15 de maio, em Bamaco, enquanto combates ocorrem no mesmo dia nas proximidades de Ménaka, o acordo de paz é assinado pelo governo maliense e por grupos lealistas, bem como por vários países e organizações em nome da mediação internacional: Argélia, Burquina Fasso, Mauritânia, Níger, Nigéria, Chade, União Africana, ONU, CEDEAO, Organização para a Cooperação Islâmica, União Europeia e França, mas sem a presença dos representantes da Coordenação dos Movimentos de Azauade.
Finalmente, a Coordenação dos Movimentos de Azauade, sob pressão da comunidade internacional, assinou o acordo em 20 de junho em Bamaco. O texto é assinado pelo representante da Coordenação dos Movimentos de Azauade, Sidi Brahim Ould Sidati, líder dos rebeldes do Movimento Árabe de Azauade.